# آلفرد ورنر
آلفرد ورنر‏ شیمیدان سوئیسی و برنده جایزه نوبل شیمی در سال ۱۹۱۳ است. وی اولین برنده جایزه نوبل در رشته شیمی معدنی است، این در حالی‌است که تا ۶۰ سال بعد هیچ شیمیدانی در شیمی معدنی جایزه نوبل را نبرد.

## زندگی
ورنر در آذرماه سال ۱۲۴۵ خورشیدی در شهر مولوز فرانسه (از ۱۲۵۰ خورشیدی آلمان)، به دنیا آمد. برای تحصیل شیمی به سوئیس رفت و در سال ۱۲۶۹ خورشیدی در موسسه فدرال پلی‌تکنیک سوئیس در زوریخ موفق به اخذ مدرک دکترا شد. پس از گذراندن دوره پسادکترا در پاریس برای تدریس به سوئیس بازگشت و در دانشگاه زوریخ مشغول به کار شد.

## اهمیت علمی
ورنر نخستین کسی است که ساختار صحیح هشت‌وجهی را برای کوردیناسیون فلزات واسطه پیشنهاد داد که در آن فلز به صورت مرکزی و لیگاندها در اطراف فلز قرار می‌گیرند.